# Revueltas tribales en Afganistán de 1944-1947
Las revueltas tribales en Afganistán de 1944-1947 o los disturbios de Khost fueron una serie de revueltas tribales en el Reino de Afganistán por miembros de las tribus Zadran, Safi y Mangal que duraron desde febrero de 1944 hasta enero de 1947. Las causas de las revueltas radicaron en el empeoramiento de las condiciones de los agricultores, los cambios en las leyes de reclutamiento, la eliminación del poder de los líderes tribales safi, la lealtad de Amanulá, los monopolios comerciales, la vigilancia gubernamental, los impuestos y la pobreza. El conflicto comenzó cuando las fuerzas gubernamentales se enfrentaron con las fuerzas de un líder tribal llamado Mazrak, quien dirigió a la tribu Zadran en rebelión. El levantamiento de Zadran fue seguido por levantamientos adicionales de los Safi y Mangal, el primero de los cuales eligió a su propio rey, Salemai. Faqir Ipi, un líder tribal de Waziristán (entonces parte de la India británica), también luchó por la restauración del ex rey Amanulá Khan junto con otros rebeldes.
El gobierno afgano desplegó aviones Hawker Hind contra los rebeldes, utilizando aviones para lanzar panfletos, disparar a los miembros de la tribu y lanzar bombas incendiarias. Mazrak invadió el Raj británico a finales de 1944, aunque finalmente se vio obligado a regresar a Afganistán debido al bombardeo aéreo británico. En el transcurso de su levantamiento, Mazrak se unió a otros líderes rebeldes, como el sultán Ahmad y Abdurrahman (apodado «Pak»). Al mismo tiempo, Mohammed Daud Khan luchó contra los Safi en la Provincia Oriental. La tribu Mangal se levantó en junio de 1945. Un asedio safi de 14 días de Kunar Khas no tuvo éxito debido a que la fuerza aérea afgana suministró alimentos y municiones al asentamiento. Los Safi fueron derrotados a finales de 1946, y Mazrak se rindió el 11 de enero de 1947, poniendo fin a las revueltas.

## Antecedentes

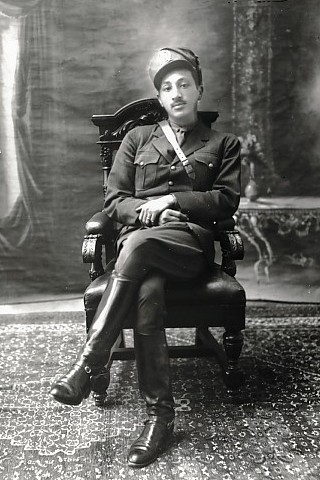
Mohamed Zahir Shah fue rey durante las revueltas tribales de 1944-1947.

Según Alexander Davydov, las causas de las revueltas radicaban en el empeoramiento de las condiciones de los agricultores. Los agricultores y terratenientes estaban obligados a perder un tercio de su cosecha al gobierno, una práctica conocida como sekoti. Luego tendrían que transportar las cosechas a los almacenes del gobierno en los distritos de Bar Kunar (Asmar) y Kanar (Khewa). En ese momento, esto solo se podía lograr con el transporte impulsado por animales. Era muy común que los funcionarios retrasaran la aceptación del depósito y cuestionaran la calidad de sus productos. Para ser liberados de las cuotas, los agricultores y terratenientes a menudo tendrían que pagar sobornos. A pesar de esto, el gobierno de la República de Afganistán (1973-1978) afirmaría, décadas después de las revueltas, que el campesinado apoyaba al gobierno afgano y que las tribus safi saqueaban las casas y negocios de los campesinos en represalia.
Según David B. Edwards, las causas detrás de la revuelta de Safi radicaban en el cambio en las leyes de reclutamiento de Safi. Durante muchos años antes del levantamiento, el procedimiento aceptado para reclutar reclutas militares, conocido como el método quami o «tribal», había sido que las tribus individuales suministraran a un cierto número de hombres de su propia elección; estos hombres siempre servían juntos y generalmente en lugares que no estaban muy lejos de sus hogares. Sin embargo, varios años antes del levantamiento, el gobierno había insistido en emplear un sistema conocido como nufus, o «población», en el que el ejército reclutaba a sus reclutas directamente de la población sin consultar con ningún cuerpo tribal. El sistema anterior era beneficioso para la tribu, especialmente para los ancianos tribales, que decidían quién serviría. El nuevo procedimiento eliminó el poder de los líderes tribales safíes y, por lo tanto, fue ferozmente resistido.
Uno de los líderes rebeldes, Mazrak, apoyó la restauración de Amanulá Khan, un rey de Afganistán que fue depuesto en la Guerra Civil Afgana (1928-1929).
Según los registros británicos, el levantamiento de Safi fue causado por los intentos del gobierno afgano de instituir el reclutamiento entre los Safi, los monopolios comerciales otorgados a las compañías mercantes afganas y la vigilancia del gobierno. Whit Mason atribuye el levantamiento de Safi a «impuestos, opresión y pobreza extremadamente brutales».

## Conflicto

### Operaciones en la Provincia del Sur contra Mazrak

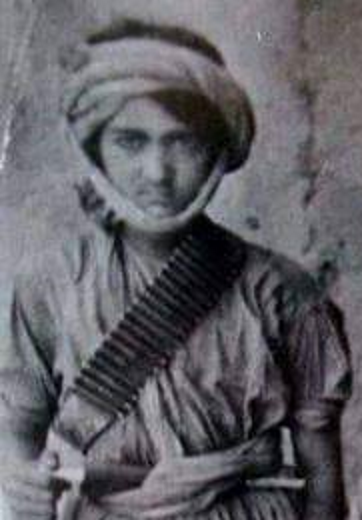
El levantamiento inicial contra el gobierno en febrero de 1944 fue dirigido por Mazrak Zadran.

Las operaciones que se denominarían oficialmente las Operaciones en la Provincia del Sur contra Mazrak comenzaron en febrero de 1944. Hay varios relatos sobre cómo comenzó este conflicto. Según los registros británicos, comenzó poco después de que el gobierno afgano trasladara tropas a la provincia sureña para reafirmar su autoridad en el área, que para entonces era un refugio seguro para los contrabandistas. En el camino, la fuerza del gobierno fue atacada por un líder tribal zadiano llamado Mazrak. Según una investigación paquistaní posterior, el conflicto comenzó después de que el gobierno afgano allanó las casas de verano de Mazrak en las colinas de Taragharai y su casa de invierno en Almara, ya que Mazrak era sospechoso de albergar a elementos leales a Amanulá. Durante los siguientes 3 meses, Mazrak llevaría a cabo pequeñas redadas desde su nueva sede en Surkot. Las tropas del gobierno intentaron tomar el Monte Almar en marzo de 1944, pero fracasaron.
Mazrak se vio obligado a retirarse a las colinas tras un ataque del gobierno afgano el 22 de abril de 1944. El 25 de abril, el gobierno afgano envió 6 aviones Hawker Hind a Gardez para hacer frente al levantamiento, que regresó el 21 de junio. Durante esa operación, los aviones Hind se centraron en lanzar folletos y bombas incendiarias. No se lanzaron grandes explosivos, pero hubo varios casos de miembros de tribus hostiles que fueron abatidos a tiros por el avión. Se dice que 2-3 aldeas fueron destruidas por bombas incendiarias durante este tiempo. A petición del gobierno afgano, el Raj británico tomó precauciones para evitar que los miembros de la tribu Waziri ayudaran a Mazrak.
Durante el período comprendido entre el 1 de agosto y el 31 de octubre de 1944, no se llevaron a cabo importantes operaciones aéreas afganas contra Mazrak, salvo vuelos de reconocimiento. Alrededor de este tiempo, Mazrak fue objeto de fuertes bombardeos en territorio británico, donde fue protegido por miembros de tribus locales, después de lo cual se retiró a territorio afgano. Durante su breve estancia en el Raj británico, Mazrak se unió al sultán Ahmed, un jefe rebelde de Baluchistán. Más tarde se les unió otro líder rebelde apodado Pak.
En noviembre de 1944, la aparición de un misterioso Malang que se hizo pasar por el hermano de Amanulá ayudó temporalmente a impulsar la fortuna de Mazrak, pero la falta de dinero para sobornar a las tribus causó el fracaso del movimiento, y Malang había desaparecido en la oscuridad en marzo de 1945. En ese momento, la situación del gobierno afgano era la más crítica desde la rebelión de Ghilzai de 1938: su capacidad aérea estaba limitada por la escasez de bombas, sus recursos se extendían entre las provincias del sur y del este, y la población en general estaba descontenta por los altos precios y la escasez de productos básicos. Otras operaciones aéreas contra Mazrak, que incluyeron reconocimiento y bombardeos, tuvieron lugar en el valle de Kunar del 24 de junio al 31 de octubre de 1945. El sultán Ahmad se rindió en noviembre de ese mismo año, y fue devuelto a Baluchistán bajo custodia. A pesar de la rendición de Ahmad, Mazrak continuó luchando. Finalmente, después de 2 años y medio de resistencia, Mazrak y su hermano Sher Muhd Khan se rindieron al gobierno afgano, el 11 de enero de 1947.

### Levantamiento de Safi
El Safi se levantó en 1944 o 1945. Comenzó cuando una orden de arrestar a los líderes safíes Sultan Mohammad, Abdul Qadir, Mir Salam y Momoond Khan, llegó a la atención de Mir Salam, quien informó a los otros líderes y logró incitar un levantamiento general en Davagal y Badil, entre otros. El conflicto comenzó cuando los rebeldes safíes emboscaron y capturaron a las tropas del gobierno con la intención de reunir reclutas. El 24 de junio de 1945, 4 aviones fueron enviados a Jalalabad para tratar con el Safi. Las bombas y los incendiarios causaron grandes daños a las aldeas safíes. Un avión con 3 bombas, 1 ametralladora vickers y 1 cañón Lewis se perdió durante las operaciones contra los Safis. Entre las aldeas bombardeadas estaban las aldeas de Pacheyano Banda y Tanar. En uno de los bombardeos de esta última aldea, 11 miembros de una familia murieron y el resto de los miembros de la familia no pudieron enterrar a los muertos en el cementerio de la aldea debido a la amenaza de nuevos bombardeos. En cambio, enterraron a los muertos frente a la casa familiar, donde permanecieron a partir de 2011 Durante esta rebelión, se rumoreó entre los Safi que el gobierno tenía la intención de enviar mujeres a Kabul para convertirse en prostitutas. Entre los combatientes rebeldes más entusiastas había hombres más jóvenes con más que ganar y menos que perder al luchar contra el gobierno. Los Safi eligieron a un monarca propio, llamado Salemai, así como a un primer ministro (Amanat Lewana) y un ministro de Defensa (Amanul Mulk).
Algunos registros británicos contemporáneos informaron que los tres Bādshāh Guls (es decir, nietos del Akhund de Swat) estaban activos en apoyo del gobierno de Kabul, mientras que el Gul Şāḥib de Babra instaba en secreto a sus seguidores en Chaharmung y Bajaur a apoyar a los Safis. Sin embargo, no se han encontrado más pruebas de esto.
El gobierno afgano armó a los miembros de las tribus Nuristaní y Shinwari para luchar contra los Safi.
En un momento de la rebelión, los rebeldes safi saquearon el tesoro del gobierno en Chagha Serai. A partir de finales de agosto de 1945, entre 1500 y 2000 rebeldes safi sitiaron una guarnición gubernamental de 400 hombres en Kunar Khas. Este asedio duró 14 días, y los safi no pudieron capturar Kunar Khas debido a que la fuerza aérea afgana suministró alimentos y municiones al asentamiento. Si el Safi hubiera podido capturar Kunar Khas, eso podría haber resultado en el colapso del control del gobierno en la provincia oriental. A finales de octubre, la mayoría de los safis, a excepción de unos pocos acérrimos, habían llegado a un acuerdo con el gobierno afgano. Este acuerdo de paz incluyó, entre otras cosas, el abandono o aplazamiento del servicio militar obligatorio de Safi. Las operaciones aéreas contra los Safis en el valle de Kunar terminaron a principios de noviembre. En 1945 o 1946, los líderes safíes, Shahswar, Said Muhd, Salim Khan y Allah Khan huyeron al territorio tribal Mohmand en el Raj británico.

Un relato oral de 1983 describió la revuelta de la siguiente manera:
Creo que la Guerra Safi [safi jang] fue en 1945. Continuó durante un año y se detuvo en el invierno de 1946. El gobierno plantó en secreto algunos espías pagados entre la gente. Aproximadamente quinientas familias fueron exiliadas después de la guerra. Recuerdo. Trajeron camiones. Todavía era pequeño, y estaba muy feliz de ver un mundo nuevo. Los hombres adultos y algunas de las mujeres lloraban. Este exilio de repente se topó con nuestra familia. Yo era pequeño y escuché que mi padre había venido. Había estado en prisión junto con mi tío. Solo uno de mis tíos estaba en casa. Uno de mis hermanos estaba en la escuela secundaria militar. La gente llegó, de repente. Escuchamos. Una o dos personas dijeron: «¡Mira!» Todos llevaban ropa de campo normal, no uniformes. Pensé que la gente venía, y se anunció que mi padre había sido liberado de la prisión. Mi padre volvería a casa con nosotros al día siguiente. Estaba feliz. [Era como si] las celebraciones de Jeshen (Día de la Independencia) hubieran comenzado. Estaba muy feliz. Todos estaban armados, y tan pronto como llegaron, de repente capturaron a mi familia. Doscientas o trescientas personas, todas vestidas de civil, todas están con el gobierno, nos capturaron y dijeron: «Por la mañana, te irás».
El 23 de noviembre de 1946, Mohammed Daud Khan dio a los restantes términos de paz safi, que incluían la devolución de rifles y municiones de armas pequeñas capturadas de las tropas gubernamentales, la rendición de Shahswar, Said Muhd, Salim Khan y Allah Khan, la venta de granos al gobierno a precios razonables y el envío de jóvenes safíes a Kabul para recibir educación. No está claro si los safi aceptaron estos términos, pero todas las fuentes están de acuerdo en que el levantamiento de los safi había disminuido a finales de 1946.
Los eventos de este levantamiento se conocen como el «Año del Safi» (Safi kal).

#### Duración
El levantamiento de Safi ha recibido muy poca atención de académicos e investigadores. Entre los pocos textos que discuten la revuelta, hay desacuerdo sobre cuándo comenzó y terminó. En la siguiente tabla se resume la información diferente proporcionada por varios textos.
| Fecha de inicio | Fecha final                        | Trabajo | Autor(es)                        | Ref    |
| --------------- | ---------------------------------- | --- | -------------------------------- | ------ |
| 1944            | 1945                               | Reconstrucción del Ejército Nacional de Afganistán (Journal of the US Army War College)                                                       | Ali Jalali                       | [ 33 ] |
| 1944            | 1946                               | Afganistán: Cementerio de imperios: una nueva historia de la frontera                                                                         | David Isby                       | [ 34 ] |
| 1945            | 1945                               | Conflicto en Afganistán: una enciclopedia histórica                                                                                           | Frank Clements Luis Adamec       | [ 35 ] |
| 1945            | Invierno de 1946 (Duración: 1 año) | Antes de los talibanes: genealogías de la yihad afgana                                                                                        | David B. Edwards                 | [ 32 ] |
| 1945            | 1946                               | El Islam y la política en Afganistán | Asta Olesen                      | [ 8 ]  |
| 1945            | 1946                               | Wanat : Acción de combate en Afganistán, 2008                                                                                                 | Instituto de Estudios de Combate | [ 36 ] |
| 1945            | 6 meses después del inicio         | El estado de derecho en Afganistán: desaparecido en la inacción                                                                               | Whit Mason                       | [ 3 ]  |
| 1946            | 1946                               | Revoluciones y rebeliones en Afganistán | Desconocido                      | [ 37 ] |
| ?               | Entre febrero y mayo de 1946       | British Documents on Foreign Affairs: Reports and Papers from the Foreign Office Confidential Print: Afganistán, Persia, Turquía e Irak, 1952 | Paul Preston Perdiz de Miguel    | [ 38 ] |

### Levantamiento de Mangal
La tribu Mangal se levantó en Gardez en junio de 1945.

### Rol de las aeronaves

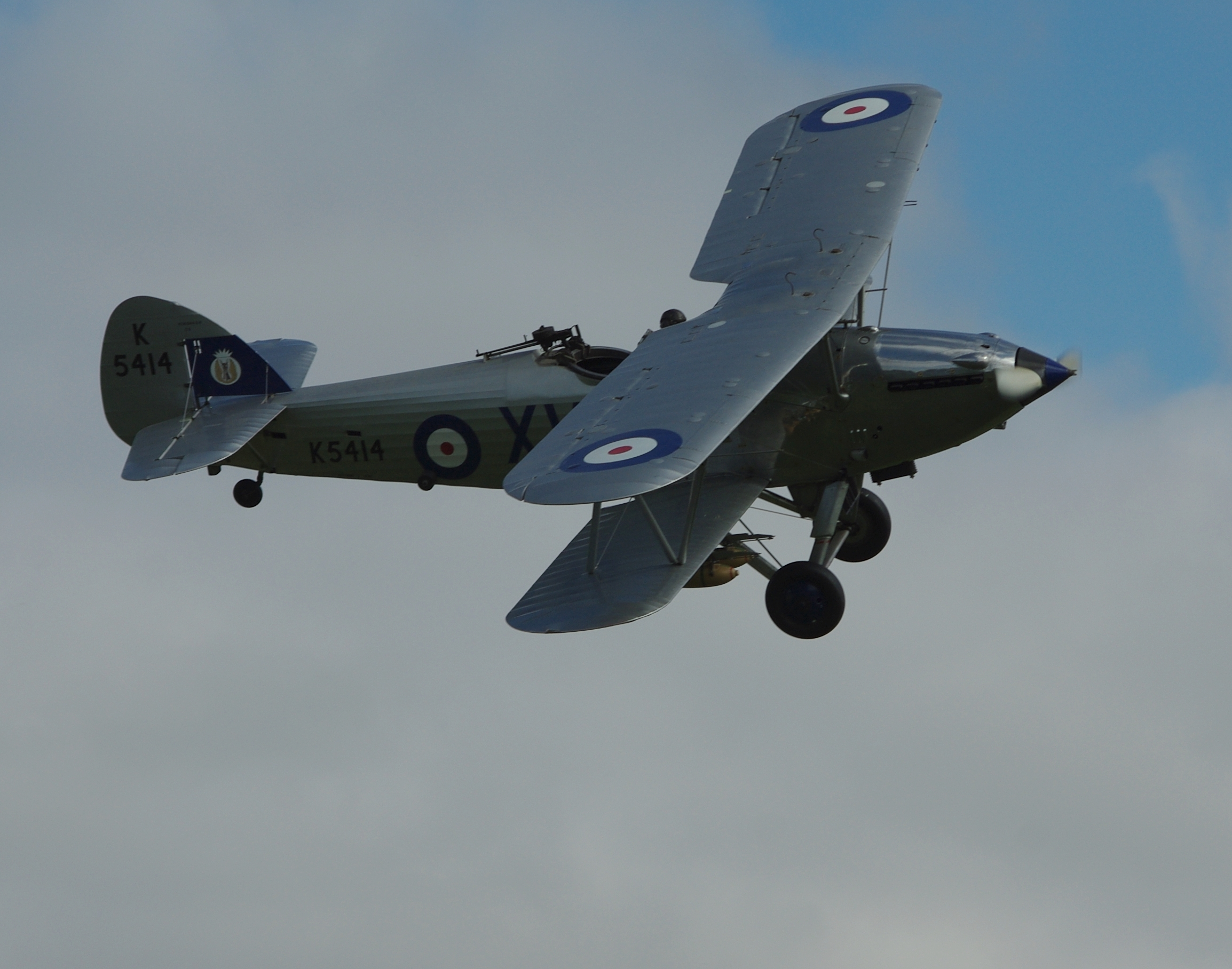
Avión Hawker Hind afgano.

Afganistán había obtenido aviones Hawker Hind de Gran Bretaña, comprando 8 aviones en 1937 y otros 20 en 1939. Durante las revueltas tribales de 1944-1947, estas entrarían en uso cuando el gobierno afgano usaba aviones para lanzar panfletos, disparar a los miembros de la tribu y lanzar bombas incendiarias.
Se rumoreó que en una ocasión, aviones afganos bombardearon y ametrallaron accidentalmente a las tropas del gobierno o a los impuestos tribales aliados, causando 40 bajas. También hubo algunos accidentes menores en el aeródromo de Jalalabad, pero el avión no sufrió daños graves. Dos oficiales aéreos, Muhd Anwar Khan (piloto) y Abdul Vaqil Khan (observador) murieron en las operaciones, mientras que otro oficial aéreo, un piloto, cayó en manos de los rebeldes en Mazar o Pech Daras, donde fue apuñalado en la espalda y se le cortó la garganta, pero sobrevivió después de que los aldeanos locales lo encontraron inconsciente cerca de su avión y atendió sus heridas.
A continuación se enumera una lista incompleta de las operaciones de reconocimiento aéreo notables.
| Fecha de inicio | Fecha final | Duración (en días) | Destino | Aeronaves involucradas | Notas                                                                      | Ref    |
| --------------- | ----------- | ------------------ | ------- | ---------------------- | -------------------------------------------------------------------------- | ------ |
| 1944-06-05      | 1944-06-06  | 2                  | Khost   | 1                      |                                                                            | [ 14 ] |
| 1944-07-02      | 1944-07-02  | 0.083 (2 horas)    | Khost   | 3                      |                                                                            | [ 14 ] |
| 1944-07-17      | 1944-07-17  | 0.083 (2 horas)    | Khost   | 9                      |                                                                            | [ 14 ] |
| 1945-04-15      | 1945-04-17  | 3                  | Matun   | 1                      |                                                                            | [ 20 ] |
| 1945-05-08      | 1945-05-08  | 1                  | Matun   | 1                      |                                                                            | [ 20 ] |
| 1945-10-03      | 1945-10-04  | 2                  | Matun   | 1                      |                                                                            | [ 20 ] |
| 1945-10-07      | 1945-10-07  | 1                  | Matun   | 1                      |                                                                            | [ 20 ] |
| 1945-10-09      | 1945-10-09  | 1                  | Matun   | 1                      |                                                                            | [ 20 ] |
| 1945-10-13      | 1945-10-15  | 3                  | Matun   | 3                      | 2 aviones regresaron el 14 de octubre, el último regresó el 15 de octubre. | [ 20 ] |

### Principales figuras

#### Gobierno afgano
- Mohamed Zahir Shah (15 de octubre de 1914 - 23 de julio de 2007) fue el rey de Afganistán durante las revueltas.
- Mohammed Daud Khan (18 de julio de 1909 - 28 de abril de 1978) fue comandante de las fuerzas centrales durante las revueltas. Dirigió las fuerzas afganas contra los Safi.
- Mohammad Hashim Khan (1884 - 26 de octubre de 1953) fue primer ministro de Afganistán durante las revueltas, hasta el 9 de mayo de 1946.
- Shah Mahmud Khan (1890 - 27 de diciembre de 1959) fue primer ministro de Afganistán durante las revueltas, desde el 9 de mayo de 1946.

#### Imperio Británico
- Archibald Wavell (5 de mayo de 1883 - 24 de mayo de 1950) fue virrey y gobernador general de la India durante este conflicto.

#### Tribu Zadran
- Mazrak Khan Zadran (fl. 1900 - 1972) fue el jefe tribal de la tribu Zadran, que dirigió en la revuelta desde febrero de 1944 hasta su rendición el 11 de enero de 1947.
- Sher Muhd Khan (fl. 1925 – 1947) fue uno de los hermanos de Mazrak Zadran. Se rindió junto a Mazrak el 11 de enero de 1947.[21]
- Said Akbar Babrak (n. 1921 o 1922 - m. 16 de octubre de 1951) fue otro de los hermanos de Mazrak Zadran. Fue un líder menor en esta rebelión.[41]
- Sultan Ahmad (fl. 1944 – 1945) fue un jefe Balochi que se unió a Mazrak. Se rindió en noviembre de 1945, y fue devuelto a Baluchistán bajo custodia.[17]
- Abdurrahman[42] (apodo Pak,[42] fl. 1945) fue un líder rebelde que se unió a Mazrak. Los registros británicos lo describen como un "perenne resistente" y afirman que se había unido "inevitablemente" a Mazrak.[18]
- Los registros británicos mencionan a un "misterioso Malang" que se hizo pasar por el hermano de Amanulá y ayudó temporalmente a impulsar la fortuna de Mazrak.[16] Se afirmó que la falta de dinero para sobornar a las tribus había causado el fracaso del movimiento, y Malang había desaparecido en la oscuridad en marzo de 1945.[16]

#### Tribu Safi
- Salemai (fl. 1940) fue el rey Safi.
- Amanat Lewana (fl. 1940) fue el primer ministro safi.
- Amanul Mulk (fallecido c. 2011) fue el ministro de defensa de Safi.
- Shahswar (fl. 1940) fue el ministro Safi.
- Mir Azam Khan (fl. 1940) fue uno de los líderes de la revuelta de Safi.
- El sultán Mohammad (fl. 1940) fue uno de los líderes de la revuelta.[43] Según el relato de la Universidad de Peshawar, fue uno de los líderes que comenzó el levantamiento después de ser informado de su inminente arresto.[43] Sin embargo, según David B Edwards, inicialmente fue neutral y solo se unió después de que Mohammed Daoud Khan lo insultara en una reunión personal.[44] Fue capturado por las fuerzas afganas y condenado a muerte, pero Zahir Shah le dio clemencia.[44] David B Edwards dedicó partes significativas de Before Taliban: Genealogies of the Afghan Jihad y Heroes of the Age: Moral Fault Lines on the Afghan Frontier a cubrir la vida del sultán Mohamed, así como las de sus hijos.
- Abdul Qadir, Mir Salam y Momoond Khan (fl. 1940) fueron, según el relato de la Universidad de Peshawar, tres líderes rebeldes que comenzaron el levantamiento después de ser informados de su inminente arresto.[43]
- Said Muhd, Salim Khan y Allah Khan (fl. 1946) eran tres líderes rebeldes safi que habían huido al Raj británico en noviembre de 1946.[31]}

#### Tribu Mangal
- Los líderes del levantamiento de Mangal son desconocidos.

#### Otros líderes rebeldes con roles poco claros
- Faqir Ipi (Ghazi Mirzali Khan Wazir; 1897 - 16 de abril de 1960) fue un líder rebelde que luchó junto a los rebeldes.[42]
- Ghilzai Malang (fl. 1945) fue nombrado por los registros británicos como un "forajido" que era una amenaza para el gobierno afgano.[45] No está claro si está relacionado con el "misterioso Malang".
- Pak Malang (fl. 1945) fue nombrado por los registros británicos como un "forajido" que era una amenaza para el gobierno afgano.[45] No está claro si está relacionado con Abdurrahman, quien fue apodado Pak.
- Abdur Rahim Khan (n. 1886), exgobernador de Herat, fue arrestado en enero de 1946 por presunta complicidad en la revuelta de Safi,[46] junto con su yerno,[46] el poeta persa Khalilullah Khalili.[47] Fue liberado en 1948.[46]

## Secuelas
Con la derrota de los Safi y la rendición de Mazrak a finales de 1946 y enero de 1947 respectivamente, las revueltas habían llegado a su fin. Cientos de safi fueron asesinados en las revueltas, y después de su derrota, el valle de Kunar fue limpiado étnicamente de pastunes safi. Otros Safis, alrededor de 500 familias, fueron exiliados a Herat, Kabul o al distrito de Sholgara.
Los veteranos del ejército afgano que lucharon contra los Safi fueron galardonados con la Medalla Real por la Represión de la Rebelión en la provincia de Kunar. La medalla de plata lleva una inscripción y está fechada '١٣٢٤' (AH1324 = AD1945). Es muy raro.
Las revueltas tribales de 1944-1947 influyeron en Afganistán para adoptar una postura pro-Pakistán durante la guerra indo-pakistaní de 1947-1948. Una postura pro-India en este caso requeriría evitar que los pastunes se unieran a la guerra de Pakistán contra la India, que se esperaba que causara un resurgimiento de la actividad rebelde cuando el gobierno esperaba centrarse en la reforma nacional.
Algunas fuentes parecen afirmar que un nuevo conflicto entre el gobierno y el Safi tuvo lugar en algún lugar entre 1947 y 1949. Estos incluyen una mención de un "recrudecimiento en el descontento de Safi" en un informe británico fechado el 12 de diciembre de 1947, que cubrió los acontecimientos del 1 de mayo al 31 de octubre de 1947, aunque este informe proporciona muy poca información con respecto al alcance del "recrudecimiento". La Nueva Historia del Islam de Cambridge también menciona una revuelta entre los safi que duró de 1947 a 1949. Un artículo de Hafeez R. Khan de 1960, titulado "Afganistán y Pakistán", también menciona brevemente una revuelta safi que duró de 1948 a 1949 en una línea de tiempo de la historia afgana. La sovietización de Afganistán también menciona una revuelta safí en diciembre de 1947, mientras que sitúa su derrota en 1954. Transición en Afganistán: esperanza, desesperación y los límites de la construcción del Estado menciona "el sofocamiento de una revuelta de Safi Pushtun en 1947" como un aparte. Ninguna de las fuentes menciona una revuelta anterior en 1945 o 1946. La historia de Cambridge también afirma que los Safi fueron derrotados por Mohammed Daud Khan, lo que implica que Daoud repitió su papel en sofocar a los Safi en un nuevo conflicto de 1947 a 1949. Sin embargo, la biografía de Daoud de Conflict in Afghanistan: A Historical Encyclopedia solo menciona una sola revuelta de Safi en 1945, que sofocó durante su cargo como Comandante de las Fuerzas Centrales, que ocupó de 1939 a 1947. También debe tenerse en cuenta que es muy común que los autores que escriben sobre la revuelta de Safi de 1945 den diferentes fechas de inicio y finalización.